# Einlage (Bilanzrecht)
Unter Einlage versteht man die Überführung von Geld (Bareinlage) oder Sachen (Sacheinlage) aus dem Privatvermögen eines Unternehmers in sein Einzelunternehmen oder die Übertragung aus dem Privatvermögen eines Gesellschafters in das Betriebsvermögen der Gesellschaft. Dadurch erhöht sich das Eigenkapital des Unternehmens bzw. der Gesellschaft. Bei Personengesellschaften und Einzelunternehmen bezeichnet man die Einlage auch als Privateinlage. Gegensatz ist die Entnahme. 

## Allgemeines
Üblicherweise verpflichten sich die Gesellschafter im Gesellschaftsvertrag, anlässlich der Gründung der Gesellschaft eine bestimmte Einlage zu leisten, um die Gesellschaft mit dem notwendigen Eigenkapital auszustatten. Spätere Einlagen können aufgrund gesellschaftsvertraglicher Verpflichtung (Nachschusspflicht), aufgrund Vereinbarung der Gesellschafter (Gesellschafterbeschluss) oder spontan erfolgen. Für Personengesellschaften ist eine Mindestausstattung mit Eigenkapital nicht vorgesehen, sodass sie kein festes Eigenkapital in dem Sinn des Stammkapitals oder des Grundkapitals besitzen. Der Grund ist, dass mindestens ein Gesellschafter auch unbegrenzt mit seinem Privatvermögen für Gesellschaftsschulden haftet. Bei Kapitalgesellschaften hingegen ist die Haftung meistens auf das vorhandene Eigenkapital beschränkt, sodass sich der Gesetzgeber veranlasst sah, eine Mindestausstattung vorzuschreiben.

## Arten
Einlagen können auf verschiedene Weise einer Gesellschaft bzw. einem Einzelunternehmen zur Verfügung gestellt werden. Sie können als Bareinlage, Sacheinlage, Nutzungsüberlassung oder Dienstleistung erbracht werden.
- Bareinlagen sind die üblichste Form und können durch Bareinzahlung oder Banküberweisung zu Gunsten der Gesellschaft vorgenommen werden. Um eine Bareinlage handelt es sich auch, wenn ein Dritter eine Zahlung an die Gesellschaft auf Rechnung des Gesellschafters leistet.
- Bei Sacheinlagen überträgt der Gesellschafter sein Eigentum an Sachgesamtheiten oder einzelnen Vermögensgegenständen (Grundstücke, Gebäude, Wertpapiere, Maschinen, Vorräte, Forderungen oder immateriellen, aktivierbaren Vermögensgegenständen wie Patenten, Lizenzen oder Urheberrechten) auf die Gesellschaft.
- Bei Nutzungsüberlassungen überträgt der Gesellschafter seine Vermögensgegenstände nicht eigentumshalber auf die Gesellschaft, sondern überlässt ihr die unentgeltliche Nutzung der Gegenstände. Die Sacheinlage entsteht in Höhe einer fiktiven Mietzahlung. Nutzungsüberlassungen an Kapitalgesellschaften werden steuerlich nur anerkannt, wenn der überlassende Gesellschafter der Alleingesellschafter ist oder die Nutzungsüberlassung seiner Beteiligungsquote entspricht.[1]
- Dienstleistungen wie die unentgeltliche Geschäftsführung sind als Einlage nur bei Personengesellschaften zulässig. Die Sacheinlage entsteht in Höhe eines fiktiven Geschäftsführergehalts. Bei der GmbH hat der Bundesgerichtshof (BGH) die Sacheinlagefähigkeit von Dienstleistungen nach § 19 Abs. 4 GmbHG ausgeschlossen,[2] was er später auch auf die AG erweiterte.[3]
- Verdeckte Sacheinlage ist die Umgehung der Vorschriften des § 19 Abs. 4 GmbHG oder des § 27 Abs. 3 AktG, indem vorgeblich eine Bareinlage getätigt wird, jedoch mit der Abrede, die Barmittel zeitnah als Gegenleistung für einen Vermögensgegenstand des Gesellschafters zurückfließen zu lassen.

## Handelsrecht
Im Handelsrecht ist schlicht von der Einlage die Rede, ohne dass es eine Legaldefinition anbietet. Ob der Gesetzgeber eher an die Haftsumme oder an die Pflichteinlage gedacht hat, lässt sich nicht nachvollziehen. Die Gesetzeskommentare gehen davon aus, dass unter Einlage die im Handelsregister eingetragene Haftsumme zu verstehen ist. Das Aktienrecht spricht ebenfalls von Einlagen. Die wichtigste Pflicht des Aktionärs ist die Leistung seiner Einlage nach § 54 Abs. 1 AktG, sie ist im Regelfall vom ersten Erwerber einer Aktie zu erfüllen; Einlagen dürfen den Aktionären nicht zurück gewährt werden (§ 57 Abs. 1 Satz 1 AktG). Die Differenz zwischen der erbrachten Einlage und dem Nennbetrag des gezeichneten Kapitals ist als „ausstehende Einlage“ bilanziell gesondert zu erfassen (§ 272 Abs. 1 HGB). Im GmbH-Recht ist vom Geschäftsanteil die Rede. In den § 3 Abs. 1 Nr. 4, § 5 Abs. 2, § 7 Abs. 2 und § 8 Abs. 1 Nr. 3 GmbHG wird der Begriff Geschäftsanteil einheitlich verwendet. § 7 Abs. 2 GmbHG spricht vom Geschäftsanteil, auf den nach § 14 Satz 1 GmbHG eine Einlage zu leisten ist. Rechtsprechung und Literatur verstehen hierunter die Gesamtheit aller vermögens- und personenrechtlichen und mitgliedschaftlichen Rechte und Pflichten eines Gesellschafters. Die Haftung des Gesellschafters ist auf seine Einlage beschränkt (§ 1 Abs. 1 Satz 2 AktG, § 13 Abs. 2 GmbHG, für den Kommanditisten § 171 Abs. 1 HGB). Hat der mit lediglich seiner Einlage haftende Gesellschafter (Kommanditist: § 171 Abs. 1 Halbsatz 2 HGB, oder die Gesellschafter von Kapitalgesellschaften) die Einlage geleistet, wird er haftungsfrei. 
Eine Einlage ist im Regelfall rechtsformabhängig mit Kontroll-, Informations- und Mitentscheidungsrechten des Einlegers verbunden. Kontrollrechte können über Aufsichtsgremien wahrgenommen werden, Informationsrechte gibt es nur eingeschränkt (§ 233 Abs. 1 HGB: der stille Gesellschafter und Kommanditist kann den Jahresabschluss verlangen). Am wichtigsten sind die Mitentscheidungsrechte, die eine Einlage gewährt. Sie werden durch Stimmrechte etwa in der Gesellschafter- oder Hauptversammlung ausgeübt; Ausnahme ist die stimmrechtslose Vorzugsaktie.
Aus Sicht des Einlegenden erhöht die Einlage in eine Gesellschaft die Anschaffungskosten für die Beteiligung an dieser Gesellschaft. Die Beteiligung wird dann mit einem höheren Buchwert in der Bilanz ausgewiesen.
Aus Sicht der Gesellschaft oder des Einzelunternehmens, in das eine Einlage erfolgt, erhöht die Einlage ihr Vermögen. Eine Bareinlage erhöht den Kassenbestand oder das Bankguthaben, eine Sacheinlage erhöht andere Vermögenspositionen. Die Sacheinlage kann mit dem Zeitwert oder mit dem bisherigen Buchwert bilanziert werden. Korrespondierend zu dem Vermögenszuwachs erhöht sich das Eigenkapital auf der Passivseite der Bilanz. 

## Steuerrecht
Das Steuerrecht bezeichnet als Einlagen „alle Wirtschaftsgüter (Bareinzahlungen und sonstige Wirtschaftsgüter), die der Steuerpflichtige dem Betrieb im Laufe des Wirtschaftsjahres zugeführt hat“ (§ 4 Abs. 1 Satz 8 EStG). Dabei ist erforderlich, dass das Wirtschaftsgut einem Betriebsvermögen zugeführt wird. Diese abstrakte Definition erfasst auch Sacheinlagen und Einlagen negativer Wirtschaftsgüter (Schulden).
Einlagewert ist grundsätzlich der Teilwert. Je höher der Einlagewert, desto höher sind bei abnutzbaren Wirtschaftsgütern die Abschreibungen und desto niedriger ein späterer Veräußerungsgewinn. Korrespondierend kann beim Einlegenden ein hoher Wert dazu führen, dass ein hoher Betrag zu versteuern ist, wenn das Wirtschaftsgut steuerlich verstrickt war.

### Personengesellschaften und Einzelunternehmen
Die Bewertung der Einlage in eine Personengesellschaft oder ein Einzelunternehmen wird von § 6 Abs. 1 Nr. 5 EStG geregelt. Einlagewert ist normalerweise der Teilwert. Wurde das Wirtschaftsgut innerhalb von drei Jahren vor der Einlage angeschafft oder handelt es sich um eine Beteiligung nach § 17 EStG, so wird zwar zum Teilwert eingelegt, jedoch höchstens mit den fortgeführten Anschaffungskosten. 
AfA-Bemessungsgrundlage ist grundsätzlich der Einlagewert, bei vorheriger Nutzung zur Einkunftserzielung im Privatvermögen jedoch immer die fortgeführten Anschaffungs- oder Herstellungskosten.
Beispiele:
- Einkünfte aus Vermietung und Verpachtung: Einlage einer Mietwohnung
- Einkünfte aus nichtselbständiger Arbeit: Einlage eines für das Arbeitsverhältnis genutzten PC

### Kapitalgesellschaften
Die offene Einlage in eine Kapitalgesellschaft gilt steuerlich als Tauschgeschäft: Der Einlegende veräußert das einzulegende Wirtschaftsgut an die Gesellschaft und erhält im Gegenzug eine Beteiligung an der Gesellschaft. Dabei wird die Einlage mit dem gemeinen Wert des Wirtschaftsgutes bewertet (§ 6 Abs. 6 Satz 1 EStG).
Eine verdeckte Einlage liegt vor, wenn ein Gesellschafter oder eine ihm nahestehende Person dem Unternehmen außerhalb der gesellschaftsrechtlichen Einlagen einen Vermögensvorteil verschafft und diese Zuwendung durch das Gesellschaftsverhältnis veranlasst ist (R 8.9 KStR). Sie erhöht das Einkommen der Kapitalgesellschaft nicht (§ 8 Abs. 3 Satz 3 KStG). Für die steuerlichen Folgen beim Einlegenden wird die Einlage grundsätzlich mit dem Teilwert angesetzt (§ 6 Abs. 6 Satz 2 EStG).
In beiden Fällen erhöht sich das steuerliche Einlagekonto der Kapitalgesellschaft um den Einlagewert.

## Buchhaltung
Privateinlagen in ein Einzelunternehmen oder eine Personengesellschaft werden über das Privatkonto gebucht, das ein Unterkonto des Eigenkapitalkontos darstellt. Sieht der Gesellschaftsvertrag zur besseren Übersicht zwei Privatkonten vor, werden Privateinlagen über das variable Kapital im Kapitalkonto II verbucht. Privateinlagen erhöhen das Eigenkapital, Privatentnahmen mindern es; beide sind ergebnisneutral. Der betriebliche Erfolg darf nämlich nicht davon abhängig sein, ob Mittel für private Zwecke verwendet oder dem Betrieb überlassen werden.

## International
In der Schweiz und Österreich sind die Verhältnisse bei Einlagen ähnlich wie in Deutschland.

### Schweiz
Als Kapitaleinlage im Sinne von Art. 20 Abs. 3 des Bundesgesetzes über die Direkte Bundessteuer (DBG) und Art. 5 Abs. 1 ff. des Bundesgesetzes über die Verrechnungssteuer (VStG) gelten Einlagen, Aufgelder und Zuschüsse, welche direkt von Inhabern der Beteiligungsrechte geleistet wurden und in der Handelsbilanz der empfangenden Kapitalgesellschaft oder Genossenschaft verbucht und offen ausgewiesen sind (offene Kapitaleinlagen). Privatrechtlich bewirkt die Kapitaleinlage einen Eigentumswechsel an den eingelegten Mitteln. Durch die Kapitaleinlage wird das Vermögen der juristischen Person vermehrt. Die Kapitaleinleger werden dadurch aber nicht entreichert, weil sich gleichzeitig der Wert ihrer Beteiligungsrechte (Aktien, Stammanteile) erhöht. Kapitaleinlagen erfolgen
- auf das Aktien- bzw. Stammkapital durch Liberierung bei der Gründung oder einer Kapitalerhöhung,
- in die offenen Reserven durch Zahlung von Aufgeldern (Agio) bei Kapitalerhöhungen oder anderen Kapitalzuschüssen oder
- in die stillen Reserven, indem der GmbH/AG von den Gesellschaftern Mittel zugeführt werden, ohne dass diese in der Buchhaltung auf einem Konto vermerkt werden. In diesem Zusammenhang spricht man von einer verdeckten Kapitaleinlage. Eine solche liegt beispielsweise vor, wenn eine GmbH/AG ein Grundstück zu einem unter dem Verkehrswert liegenden Preis erwirbt, und diese sodann zum tatsächlichen Wert in der Bilanz aufführt.

### Österreich
Das österreichische Recht ähnelt dem deutschen Recht im Hinblick auf Einlagen.